# Церковь Санто-Стефано-дельи-Абиссини
Церковь Санто-Стефано-дельи-Абиссини (итал. Santo Stefano degli Abissini) — католическая церковь в Ватикане, по некоторым источникам — старейшая из сохранившихся на его территории. Литургия совершается в соответствии с александрийским обрядом Эфиопской католической церкви. Престольный праздник Святого Стефана 26 декабря.

## История
Первоначально церковь называлась Санто-Стефано-Маджоре, построена в понтификат Льва І (V век). В этот период церковь являлась частью обширного комплекса христианских культовых зданий, располагавшегося вокруг старой базилики Св. Петра и включавшего четыре монастыря, два из которых были посвящены Святому Стефану. Захоронения, расположенные под церковью Св. Стефана, представляют собой неотъемлемую часть некрополя под собором Св. Петра. В период понтификата Льва IV церковь Санто-Стефано-Маджоре представляла собой уменьшенную копию базилики Св. Петра с одним нефом, трансептом, апсидой и криптой в форме половины кольца.
В 1159 году при Папе Александре III церковь была восстановлена, были частично перестроены трансепт и неф, а также верхняя часть апсиды и портал. Рядом был сооружен монастырь для эфиопских монахов. В 1479 году Папа Сикст IV снова восстановил церковь и отдал её в пользование коптским монахам. В это время храм приобретает современное название. После этого храм неоднократно был переименован и окончательно приобрел современное имя в 1928 году.

## Современное состояние
Древняя церковь имеет фасад XVIII века; портал средневековый, выполненный в романском стиле, датируется XII столетием. Церковь имеет один неф с античными колоннами по бокам, в результате перестройки 1703 года потеряв апсиду и трансепт. В процессе реставрации в 1930-е годы церкви был частично возвращён исторический вид, её пол понижен на 1,2 м, стены покрыты толстым слоем штукатурки, в который вмонтированы элементы саркофагов и надгробных плит. В архитектуре церкви широко использованы остатки зданий римского периода, включая колонны, составляющие царские врата: эти колонны были установлены в церкви только в IX веке, а капитель левой из них раньше использовалась как крышка престола. Наиболее важным произведением искусства в храме является  фреска XV века «Богоматерь с младенцем».